# Naveil
Naveil är en kommun i departementet Loir-et-Cher i regionen Centre-Val de Loire i de centrala delarna av Frankrike. Kommunen ligger i kantonen Vendôme 1er Canton som tillhör arrondissementet Vendôme. År 2022 hade Naveil 2 439 invånare.

## Befolkningsutveckling
Antalet invånare i kommunen Naveil
| Referens: INSEE |